# Re Candaule
Re Candaule (in francese: Le Roi Candaule; in spagnolo: El rey Candaules) è un dipinto a olio su tela dell’artista francese Jean-Léon Gérôme, realizzato nel 1859 e conservato nel Museo de Arte de Ponce, a Porto Rico.
Una seconda versione dell'opera si trova nel museo Puškin, mentre uno schizzo preparatorio si trova al museo Dahesh. Esiste inoltre uno studio a figura intera per la regina della Lidia.

## Descrizione
(Roberto Sacchetti, Candaule - Racconti di Roberto Sacchetti, 1879, pp. 158-159)

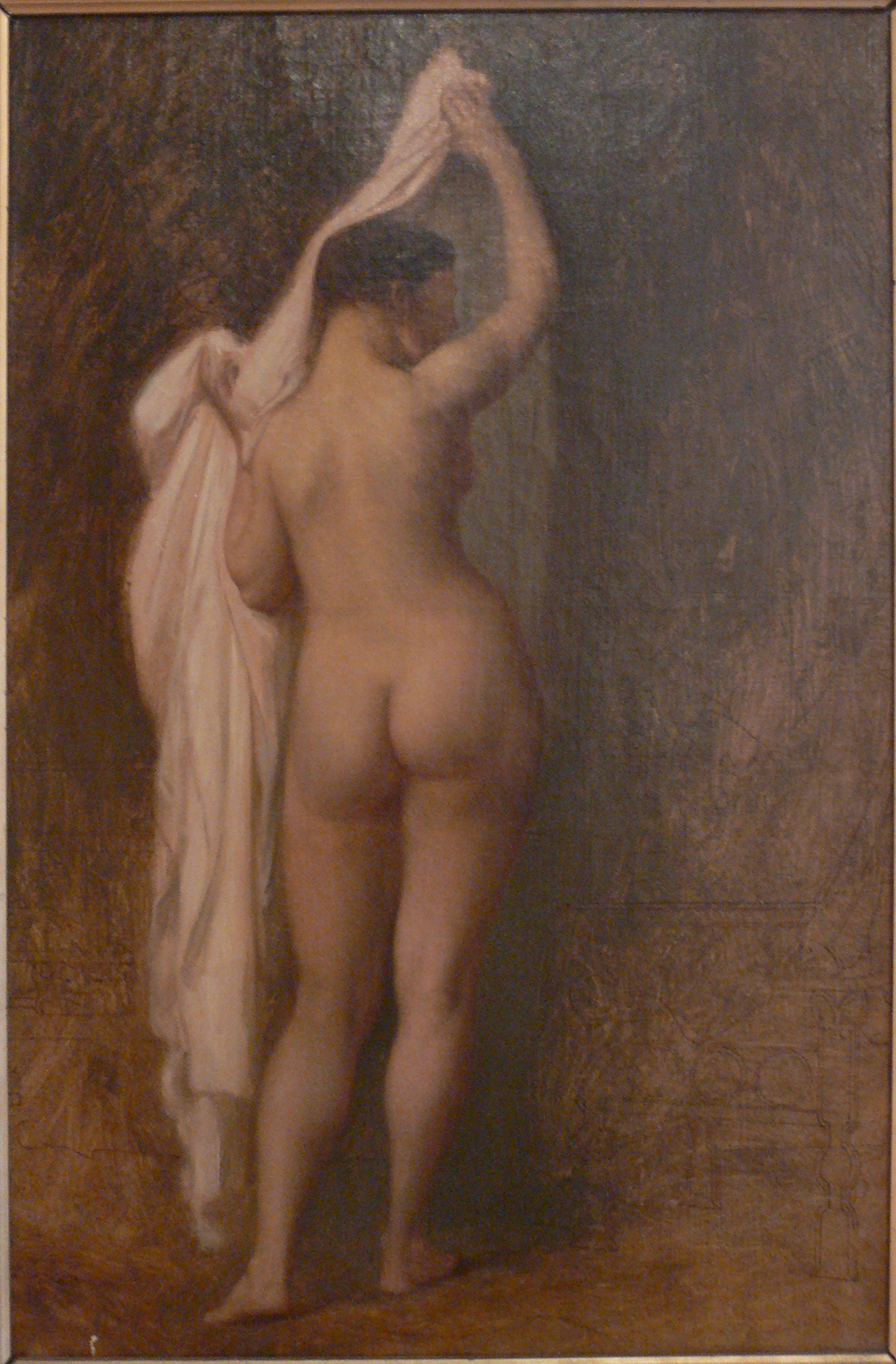
Uno studio per la regina lidia.

Il quadro, esposto al Salone del 1859, si ispira alla storia di Gige e Candaule, raccontata dallo storico greco Erodoto di Alicarnasso nel primo libro delle sue Storie e ripresa da Théophile Gautier per una novella del 1844. Candaule era il re della Lidia e aveva come moglie una regina bellissima (che non ha un nome nel racconto originale erodoteo, ma che venne chiamata Nissia da alcuni autori successivi). Il re si vantava con la sua guardia Gige della bellezza della moglie, ma visto che quest'ultimo non sembrava credergli, decise che egli l'avrebbe vista nuda per provarlo. Gige non voleva disonorare la sua sovrana, ma dovette accettare perché temeva una punizione in caso avesse rifiutato.
La composizione è ambientata in una stanza ellenizzante e piena di dettagli archeologici, tipici dello stile neogreco adoperato da Gérôme. L'artista potrebbe essersi ispirato a dei disegni che l'architetto Gustave Bourgerel aveva realizzato durante i suoi viaggi in Italia e in Grecia. Il soffitto è decorato a cassettoni con dei motivi floreali. Attaccato al soffitto e al muro, un enorme letto a baldacchino occupa gran parte della scena: esso si trova su un piedistallo bianco dal quale partono anche le due colonne ioniche che fanno da estremità e reggono il baldacchino, decorato con dei cerchi aurei e una composizione floreale. In effetti, la novella di Gautier si soffermava molto sulla descrizione della camera da letto.
Quasi al centro della scena, la vera protagonista è la regina, una figura che probabilmente risente dell'influenza della celebre statua di Jean-Jacques Pradier. La donna si trova in piedi davanti al letto matrimoniale, dove si trova già il marito Candaule, fiero del suo stratagemma, e si spoglia lentamente per entrarvi. "Nissia" poggia i piedi su una pelliccia di leone e ha appena appoggiato una veste rossa su una sedia, mentre si accinge a togliersi anche l'altra, rivelandosi in tutta la sua casta nudità. Tuttavia, mentre la donna solleva la veste bianca, nota che qualcuno la sta spiando dalla soglia della porta, ovvero Gige.
Qui le interpretazioni si dividono, perché la scena potrebbe rappresentare Gige che spia la regina o la fine della vicenda. Infatti, la regina si accorse di Gige e non disse nulla, ma il giorno dopo lo convocò e lo mise davanti a una scelta: morire o uccidere Candaule. Alla fine la guardia scelse di uccidere il re della Lidia: pertanto, questa scena potrebbe raffigurare la sovrana che dà a Gige il segnale per attaccare.

## Accoglienza
L'opera ebbe un'accoglienza variegata. Alcuni critici lodarono l'attenzione per i dettagli e la ricerca dell'artista. Altri criticarono proprio questo approccio verso l'archeologia, come Charles Baudelaire, che la definì un modo per attirare l'attenzione degli spettatori. Altri ancora criticarono la resa del corpo della regina, con le sue anche troppo grandi e le spalle troppo rotonde che la rendevano "troppo poco femminile". Si criticò anche il disegno "scorretto" che aveva portato a un aspetto generale "secco e intricato" e a una pittura "senza consistenza".